# Мухаммад ибн Талал ибн Митаб Аль Рашид
Мухаммад ибн Талал ибн Наиф Аль Рашид — был тринадцатым и последним правителем эмирата Джебель-Шаммар правивший с начала по 2 ноября 1921 года.

## Правление
Мухаммад начал свое правление в начале 1921 года, после свержения эмира Абдаллаха ибн Митаба, что ознаменовало скорый конец эмирата Джебель-Шаммар. Абдулазиз Аль Сауд, эмир Неджда и будущий король Саудовской Аравии, поставил перед собой цель включить территорию, Джебель-Шаммара в состав своего государства.Эмир Мухаммад, народ Хаиля, а также племена Шаммар и Бану Тамим вели несколько сражений против сил Аль-Сауда, но все они были проиграны Рашидидами, и Джебель Шаммар присоединился к Саудовскому государству. Хаиль пал перед Абдулазизом 2 ноября 1921 года. После этого Мухаммад ибн Талал переехал в Эр-Рияд. Мухаммад ибн Талал Аль Рашид умер в Эр-Рияде в 1954 году.

## Личная жизнь
Одной из супруг Мухаммада была Нура бинт Сабхан, но Абдулазиз Аль Сауд вынудил Мухаммада развестись с Нурой, чтобы он мог жениться на ней сам, но он скоро развелся с ней. Затем он женился на дочери Мухаммада Джавахер. Другая дочь Мухаммада, принцесса Ватфа, вышла замуж за Мусаида бин Абдель Азиза Аль Сауда. Их сын Фейсал ибн Мусаид убил сводного брата Мусейда короля Фейсала 25 марта 1975.